# Вермецо
Вермецо (итал. Vermezzo) је насеље у Италији у округу Милано, региону Ломбардија.
Према процени из 2011. у насељу је живело 3690 становника. Насеље се налази на надморској висини од 115 м.

## Становништво
| 1931. | 1936. | 1951. | 1961. | 1971. | 1981. | 1991. | 2001. | 2011. |
| ----- | ----- | ----- | ----- | ----- | ----- | ----- | ----- | ----- |
| 817   | 839   | 845   | 823   | 1.009 | 1.502 | 2.168 | 3.091 | 3.829 |